# Koronowo

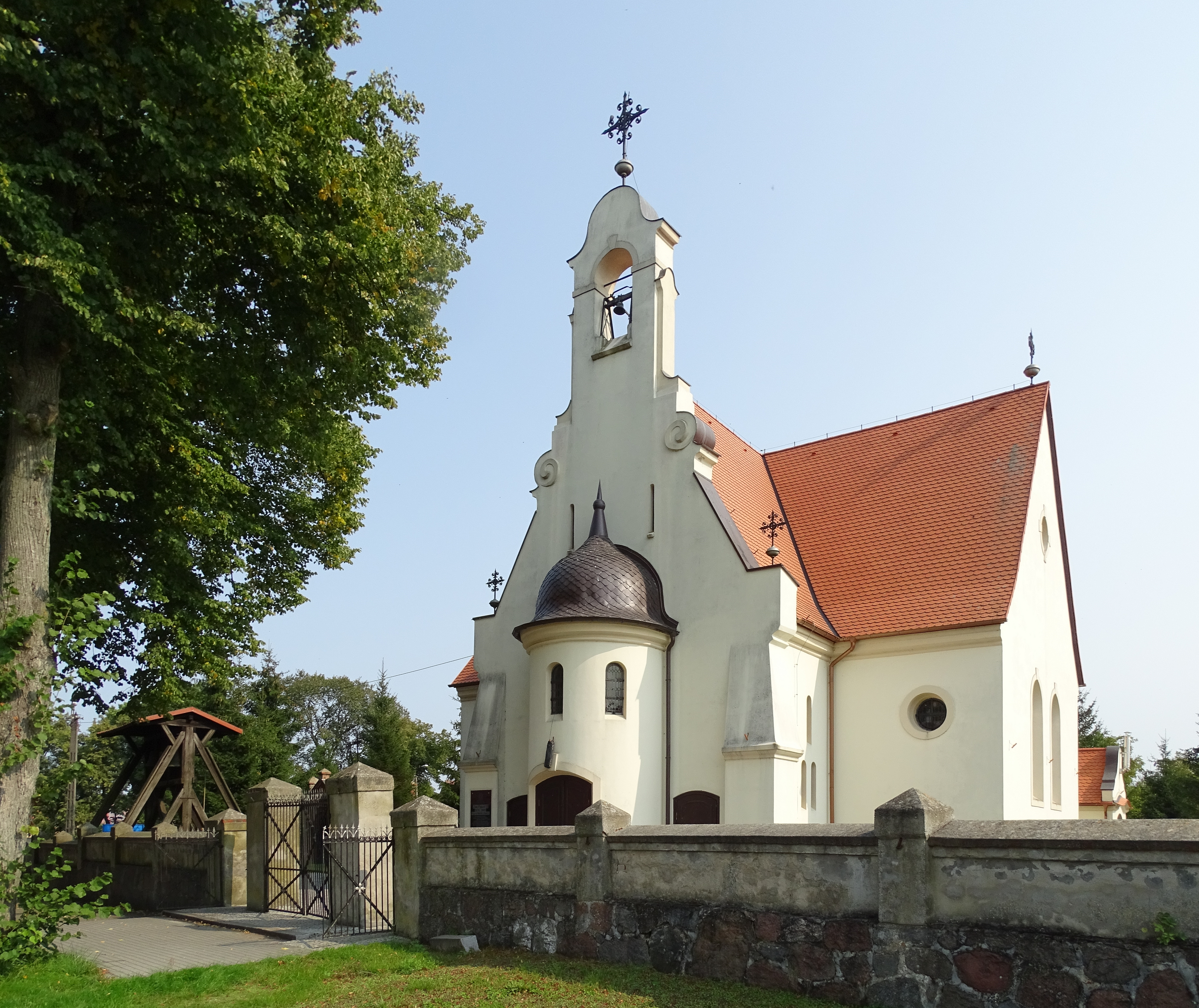
La chiesa parrocchiale di Mąkowarsko.

Koronowo (in tedesco Polnisch Krone o Crone an der Brahe, dal 1942 al 1945 Krone an der Brahe) è un comune urbano-rurale polacco del distretto di Bydgoszcz, nel voivodato della Cuiavia-Pomerania.
Ricopre una superficie di 411,7 km² e nel 2006 contava 23,229 abitanti.
Gemellata con il paese Italiano nel sud delle Marche: Pagliare Del Tronto.

## Frazioni
Oltre alla città di Koronowo, Gmina Koronowo contiene i villaggi e gli insediamenti di Aleksandrowiec, Bieskowo, Buszkowo, Byszewo, Bytkowice, Dąbrowice, Dziedzinek, Glinki, Gogolin, Gogolinek, Gościeradz, Huta, Iwickowo, Krąpiewo, Łakomowo, Łąsko Małe, Łąsko Wielkie, Lipinki, Lucim, Mąkowarsko, Mąkowarsko PGR, Młynkowiec, Morzewiec, Nowy Dwór, Nowy Jasiniec, Okole, Osiek, Popielewo, Romanowo, Różanna, Salno, Samociążek, Sitowiec, Skarbiewo, Sokole-Kuźnica, Srebrnica, Stary Dwór, Stopka, Tryszczyn, Tryszczyn-Elektrownia, Tuszyny, Wierzchucin Królewski, Więzowno, Wilcza Góra, Wilcze, Wiskitno, Witoldowo e Wtelno.